# 2573 Hannu Olavi
2573 Hannu Olavi este un asteroid din centura principală, descoperit pe 10 martie 1953 de Heikki Alikoski.